# Скобельская
Скобельская — деревня в Киренском районе Иркутской области. Входит в Макаровское муниципальное образование.
Находится на левом берегу реки Лена, в 5 км (по прямой) к северо-востоку от центра сельского поселения, села Макарово.

## Население
| 2002 | 2010 | 2011 | 2012 |
| ---- | ---- | ---- | ---- |
| 8    | ↘3   | →3   | ↘2   |